# Arend Jan van der Horst
Arend Jan van der Horst (* 1943 in Barneveld, Veluwe) ist ein niederländischer Landschaftsgärtner.

## Leben

### Kindheit
Seine Eltern waren Anhänger des Arts and Crafts Movements, ihr Haus in Barneveld war von dem Architekten Hamdorf in diesem Stil entworfen. Der Garten ging auf den Entwurf von Mien Ruys zurück. Die Eltern waren Leser der von Ruys herausgegebenen Zeitschrift „Onze Eigen Tuin“, bezogen Pflanzen aus der Moerheimer Gärtnerei von Bonne Ruys und besichtigten auch die dortigen Gärten von Mien Ruys.
Van der Horst wuchs in Barneveld auf und arbeitete schon als kleines Kind im elterlichen Garten. Er besserte sein Taschengeld auf, indem er Kränze und Trockenpflanzen aus „seinem“ Garten verkaufte. Van der Horst besuchte zunächst die Juliana-Grundschule in Barneveld, als seine Mutter beobachten musste, dass er den Veluwer Dialekt seiner Klassenkameraden übernahm, schickte sie ihn auf eine Privatschule in Amersfoort. Danach besuchte er die Mittelschule in Amersfoort. Als er im Alter von 14 Jahren mit der Familie Erdmann, denen das Gut Terra Nova in der Nähe von Utrecht gehörte, eine Auktion von Gartenverzierungen besuchte, beschloss er, Gärtner zu werden. Später zog er jedoch auch eine Karriere als Kunstmaler in Betracht und arbeitete kurzzeitig als Innenarchitekt.

### Berufsausbildung
Van der Horst studierte Gartenarchitektur in Leiden und konzentrierte sich zunächst auf Baumschulen. Er vermisste jedoch eine historische Perspektive, ökonomische Fragen und Mathematik langweilten ihn. Er schwänzte daher Vorlesungen, um das Oudheidkundig Museum zu besuchen. In dieser Zeit besuchte er auch das Stadtmuseum in Amsterdam und die Ausstellung der Boijmans van Beuningen. 1968–1971 studierte er in Boskoop. Er bewarb sich um ein Praktikum bei Roberto Burle Marx in Rio de Janeiro, wurde aber abgewiesen. Er machte schließlich 1970 ein Praktikum in dem ornamentalen Gemüsegarten von Versailles.

### Berufliches Wirken
1971–1986 arbeitete er im Gestaltungsbüro von Mien Ruys in Amsterdam, wo er in der Spiegelstraat ansässig wurde. Er gestaltete einen Grachtengarten, der während der Ausstellungen der örtlichen Antiquitätengeschäfte der Öffentlichkeit zugänglich war. Er wurde Mitbegründer der Stiftung „De Amsterdamse Grachtentuinen“. Van Horst publiziert Artikel in Mien Ruys Zeitschrift Onze Eigen Tuin. Sein 1979 erschienenes Buch Een tuin voor jezelf wurde von seinen Kollegen jedoch als Angriff auf die Schule von Ruys mit ihren klaren Linien und rechten Winkeln verstanden. 1980 gründete van Horst sein eigenes Büro, das „Arend Jan van der Horst Landschafts-Architekturbüro“ in Amsterdam. Seine Partner waren die Landschaftsarchitekten Marjanka Rijk und Rik Koppejan. Zusammen mit seinem Lebensgefährten Gerard Rakers organisierte er Gartenreisen in alle Welt, zuerst für die Zeitschrift Onze Eigen Tuin, dann für den KNAC Pullmanclub in Den Haag.
Er kaufte die Hofstede Heuvelhof in Zeeland (heute im Besitz der Künstler-Familie De Nooijer), die auf dem Gelände eines aufgelassenen Klosters lag, und gestaltete einen Garten, der viele Elemente eines Klostergartens aufnahm. Danach zog er nach Trouville-sur-Mer in der Normandie und nach Deauville ebenda.

### Mitgliedschaft und Organisationen
Van Horst gründete die Stiftung „De tuinen van Mien Ruys“, die sich für den Erhalt der Gärten von Mien Ruys in Moershof einsetzt und war an der Gründung der Nederlandse Tuinstichting beteiligt, die das Werk niederländischer Gartengestalter bewahren will und ein Photo-Archiv unterhält. Die Stiftung „De Amsterdamse Grachtentuinen“ macht Gärten in Amsterdam der Öffentlichkeit zugänglich.

## Gärten
Van Horst gestaltete Gärten in den Niederlanden, Belgien, Deutschland und Frankreich. Er ist stark von Mien Ruys beeinflusst, verfolgt jedoch eine naturnahe Bepflanzung. Er nahm auch Anregungen von japanischen Gärten auf. Generell bevorzugt er formale, symmetrisch angelegte Gärten, denen beschnittene Hecken Struktur geben, wie er es etwa in seinem Buch „Art of the formal Garden“ (1995) beschrieb. Er ist im Auftrag der „Nederlandse Tuinstichting“ für die Pflege des Gartens der Burg Walenburg verantwortlich.

## Werke
- Een tuin voor jezelf, 1979 (Illustrationen von Henk Gerritsen)
- Inspirierende Tuinen. Ideen en voorbeelden uit Nederland en Belgie
- Hortus Spiritualis
- Tuinen van Vlaanderen.
- Beete und Rabatten, Tips und Ideen für Einfassungen
- Art of the formal Garden. London, Cassell & Co., 1995 (Niederländische Originalausgabe 1994)
- Movements in Green. Conceptual Landscape Gardening/Conceptuele tuinarchitectuur. Terra, Lanoo 2008.